# Doris Dragović
Doris Dragović es una cantante croata.

## Biografía
Doris nació el 16 de abril de 1961 en Split, Croacia (Yugoslavia por aquel entonces). Es conocida desde el finales de los 80, gracias a su representación de Yugoslavia en el Festival de la Canción de Eurovisión 1986, con Željo Moja, que acabó en la posición 11. En 1999, lo volvió a intentar reresentando a Croacia con Marija Magdalena quedando en un respetable cuarto puesto. La canción creó polémica por hablar de María Magdalena en Tierra Santa, (el Festival se celebró en Israel) y por unos coros pregrabados, que le restaron el 33% de la puntuación media de Croacia en los anteriores 5 años en el certamen. 

## Discografía

### Álbumes de estudio
- Tigrica (1985)
- Željo moja (1986)
- Tužna je noć (1987)
- Tvoja u duši (1987)
- Pjevaj srce moje (1988)
- Budi se dan (1989)
- Dajem ti srce (1992)
- Ispuni mi zadnju želju (1993)
- Baklje Ivanjske (1995)
- Rođendan u Zagrebu (1996)
- Živim po svom (1997)
- Krajem vijeka (1999)
- Lice (2000)
- Malo mi za sriću triba (2002)
- Ja vjerujem (2009)

### Compilaciones
- Najveći hitovi (1990)
- 20 godina s ljubavlju (2001)
- The Platinum Collection (2007)
- Najljepše ljubavne pjesme - Doris Dragović (2010)

| Predecesor: "Ciao, amore" Vlado & Isolda           | Yugoslavia en el Festival de Eurovisión 1986 | Sucesor: "Ja sam za ples" Novi Fosili   |
| Predecesor: "Neka mi ne svane" Danijela Martinović | Croacia en el Festival de Eurovisión 1999    | Sucesor: "Kad zaspu anđeli" Goran Karan |

- Datos: Q257076
- Multimedia: Doris Dragović / Q257076